# فوجيرفيل (كيبك)
فوجيرفيل (بالإنجليزية: Fugèreville, Quebec)‏ هي بلدية محلية في كيبيك تقع في كندا في بلدية مقاطعة تميسكامينغ الإقليمية ‏.[بحاجة لمصدر]  يقدر عدد سكانها بـ 329 نسمة ومساحتها 167.60 كم2 .